# Het onstoffelijke boek
Het onstoffelijke boek is een korte overdenking van de Nederlandse schrijver Frans Kellendonk die in de zomer van 1987 voor het eerst in een bundel werd opgenomen en in 2016 als zelfstandige publicatie verscheen.

## Geschiedenis
In de zomer van 1987 schreef Kellendonk een korte bijdrage voor een reclame-uitgave van diens vaste uitgever Meulenhoff. Het vertelt over de periode tussen het afronden van een werk (het manuscript) en de daaropvolgende publicatie van dat werk: het in die periode bestaande 'onstoffelijke boek'. Op 15 februari 2016 werd deze bijdrage als zelfstandig werk gepubliceerd, op de 26e sterfdag van de schrijver. Deze bijdrage is niet opgenomen in zijn op 19 november 2015 verschenen Verzameld werk.

### Uitgave
Het werd uitgegeven door en op initiatief van boekhandel Minotaurus te Amsterdam (waar het op de verschijningsdatum werd gepresenteerd) en gedrukt door Hinderickx & Winderickx te Utrecht. Door deze laatste werd het gezet uit de Walbaum op Zerkall-Büttenpapier in een oplage van 80, op de pers genummerde exemplaren. De twaalf ongenummerde pagina's werden ingenaaid en voorzien van een los omslag.